# Roberto Duarte
Roberto Ricardo Duarte (* 26. Dezember 1941 in Rio de Janeiro, Brasilien) ist ein brasilianischer Dirigent, Pianist und Musikwissenschaftler.

## Leben
Nach seiner Ausbildung wurde er Schüler und Assistent bei den bekannten brasilianischen Dirigenten Francisco Mignone und Eleazar de Carvalho. Später führte er seine Ausbildung in Italien und Deutschland fort. Durch den Gewinn des Serge Koussevitzky-Preises beim Internationalen Dirigenten-Wettbewerb 1975 in Rio de Janeiro wurde Duarte international bekannt. Seither dirigierte er Dutzende von Orchestern in Brasilien und Europa, u. a. das Tonhalle-Orchester Zürich, das Moskauer Kammerorchester, das Slovak Symphony Orchestra, mit welchem er mehrere CDs einspielte, die Philharmonia Ungarica, das Orchestre de la Radio Suisse Romande, das Bruckner Orchester Linz, das Tchaikowsky Symphonie Orchester Moskau, das Akron Sinfonie Orchester (USA) und das Orchestra Sinfonia di Bari (Italien). 1996 erhielt er von der brasilianischen Regierung die bedeutendste Musikauszeichnung Award Brasiliens, den Premio Nacional da Musica, für seine Arbeit als Dirigent. Roberto Duarte war 1981–1994 Chefdirigent und künstlerischer Leiter der Orquestra Sinfônica da UFRJ (Universität Rio de Janeiro), des Orquestra Sinfônica do Paraná (1998–1999), des Orquestra Unisinos von Sao Leopoldo in Rio Grande do Sul (2003–2005). Er gründete das „Orquestra Sao Pedro do Theatro“ in Sao Paulo, war dessen Chefdirigent und künstlerischer Leiter (2010–2012).
27 Jahre lang war Duarte Professor an der Universität Rio de Janeiro, gab Meisterkurse in verschiedenen brasilianischen Bundesstaaten, in Chile, Griechenland, der Schweiz, Italien und Serbien. 14 Jahre lang leitete er als Professor für Dirigieren den „Corso Internazionale di Polifonia Latino Mediterranea“ in Molfetta/Italien.
Die Mehrzahl der von Duarte dirigierten Werke stammen neben prominenten brasilianischen Komponisten hauptsächlich von Heitor Villa-Lobos – darunter mehr als 100 Uraufführungen.
Neben seiner Arbeit als Dirigent widmet sich Duarte der Musikwissenschaften. Unter anderem revidierte er für den Verlag Max Eschig das Werk „Descobrimento do Brasil“ von Villa Lobos.
Duarte ist unter anderem Mitglied der Academia Brasileira de Música (Brasilianischen Akademie der Musik), Sitz 19, und ihr Vizepräsident.

## Diskografie
- Descobrimiento do Brasil (Suiten Nr. 1–4)
- Symphony Nr.6 Rudá, Genesis / Erosao / Amazonas und Danca Frenetica / Dancas Afr.
- New Century Flute Concertos Raffaele Trevisani mit dem Moscow Chamber Orchestra, Delos

## Publikationen
- 1989 Harmonia tradicional (Ed. Do Autor 1964–1965 und Revisao das Obras orquestrais de Villa Lobos), Bd.I
- 1994 Harmonia tradicional (Ed. Do Autor 1964–1965 und Revisao das Obras orquestrais de Villa Lobos), Bd.II
- 2009 Villa–Lobos errou? Villa-Lobos s’est trompé? Was Villa-Lobos wrong? Contribution for a musicological revision of Villa-Lobos’ work - Algol Verlag

## Auszeichnungen
- 1975 Serge Koussevitzky-Preis
- 1994 Associação Paulista de Críticos de Arte – APCA „Bester Dirigent des Jahres“
- 1996 „Premio Nacional da Musica“
- 1997 Associação Paulista de Críticos de Arte – APCA „Bester Dirigent des Jahres“
- 2001 Carlos Gomes Preis für seine Leistungen auf dem Gebiet der Oper
- 2010 Carlos Gomes Preis für seine Leistungen auf dem Gebiet der Oper